# Иннокентий II
Инноке́нтий II (лат. Innocentius PP. II; в миру Григорио Папарески деи Гвидони, итал. Gregorio Papareschi; ? — 24 сентября 1143) — папа римский с 14 февраля 1130 года по 24 сентября 1143 года.

## Духовная карьера
Грегорио Папарески был уроженцем Рима и принадлежал к древней семье Гвидони. В юности стал каноником Латеранского собора, затем назначен аббатом одного из римских монастырей. Возведён в сан кардинала-диакона Сант-Анджело папой Пасхалием II. Вместе со следующим папой Геласием II удалился в изгнание во Францию, при Каликсте II был направлен помощником папского легата, в Германию где принял участие в разработке Вормсского конкордата (1122 год), в 1123 году был легатом во Франции.

## Начало схизмы

### Двойные выборы 14 февраля 1130 года

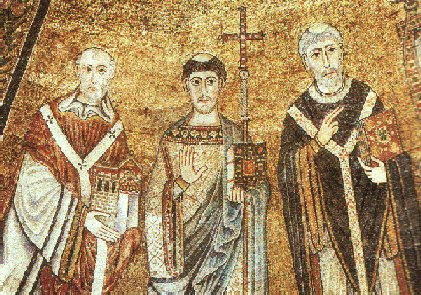
Часть мозаики в церкви св. Марии в Трастевере в Риме. Папа Иннокентий II стоит крайним слева, рядом со святыми Лаврентием Римским и Каликстом I. Папа изображен как основатель нового здания церкви, держа её в своих руках.

В феврале 1130 года папа Гонорий II был смертельно болен. Очевидным фаворитом, как по числу сторонников среди кардиналов, так и популярности среди римской знати и народа, был кардинал Пьетро Пьерлеони, богатый выходец из крещёной еврейской семьи. Оппозицию претенденту составляли семьи Франджипани и Корси, возглавлял группу папский секретарь кардинал Хаймерик (Аймери). Семья Франджипани перехватила инициативу и доставила умиравшего Гонория II в монастырь Сант-Андреа-ин-Челио, находившийся под их контролем; сюда же 11 февраля 1130 года собрались 16 кардиналов этой партии. Сторонники Пьерлеони отказались участвовать в незаконном конклаве (по правилам, действовавшим с 1059 года, он мог начать работу только после погребения папы) и собрались в церкви Сан-Марко.
Вечером 13 февраля 1130 года Гонорий II скончался, причём сторонники Франджипани сохранили в тайне кончину папы. Ранним утром 14 февраля тело понтифика было поспешно тайно похоронено в монастыре Сант-Андреа, после чего 16 кардиналов единогласно избрали новым папой Грегорио Папарески, принявшего имя Иннокентия II. Новый папа прибыл в Латеранский собор, и здесь римлянам было одновременно объявлено о кончине Гонория II и избрании Иннокентия II. Сторонники Пьерлеони отказались признать результаты тайных выборов. Днём 14 февраля 1130 года 24 кардинала, заседавшие в Сан-Марко, избрали своего папу — Пьетро Пьерлеони, принявшего имя Анаклет II.
15 февраля 1130 года сторонники Анаклета II заняли Латеранский собор, 16 февраля — Собор Святого Петра, а 23 февраля 1130 года Анаклет II был интронизирован в последнем соборе. Сторонники Иннокентия II оказались в явном меньшинстве, Иннокентий II был возведён на престол в небольшой церкви Санта-Мария-Нуова, так как все большие базилики контролировались Анаклетом II. В последующий месяц Анаклету II удалось переманить на свою сторону большинство защитников Иннокентия II. Франджипани временно отошли в сторону. В апреле 1130 года Иннокентий II нашёл убежище в Трастевере, а в мае тайно бежал из Рима. Анаклет II остался в Риме единственным понтификом.

### Аргументы сторон
Сторонники Иннокентия II скрыли смерть Гонория II и провели выборы с неподобающей поспешностью, сознательно не известив о конклаве всех кардиналов. Но Анаклет II был избран тогда, когда об избрании и провозглашении нового папы было известно. Сторонники Анаклета II сознательно выбирали своего папу в тот момент, когда новый папа был уже избран.
В числе избирателей Иннокентия II были четверо кардиналов-епископов, которым с правилами, действовавшими с 1059 года, передавалось право решающего голоса в случае опасности возникновения схизмы. Иннокентия II поддержали пять из восьми членов комиссии, которым кардиналы курии, узнав о болезни Гонория II и опасности раскола, поручили организовать выборы нового папы.
Анаклет II был избран двадцатью четырьмя кардиналами против шестнадцати, проголосовавшими за Иннокентия II. Кроме того, Анаклет II в момент избрания пользовался поддержкой большинства римской знати и народа. Сторонники Иннокнетия II обвиняли Анаклета II в массовом подкупе кардиналов и знати, причём утверждалось, что источником этих денег были не только семейные богатства Пьерлеони, но и ограбленные римские церкви. Еврейское происхождение Анаклета II также с самого начала было сильным козырем в руках Иннокентия II, так как для средневекового Рима «еврейский папа» был нонсенсом.
Таким образом, избрание обоих пап было сомнительным с канонической точки зрения, что привело к восьмилетней схизме, в которую были вовлечены европейские монархи и авторитетные католические богословы.

## Признание Иннокентия II европейскими монархами

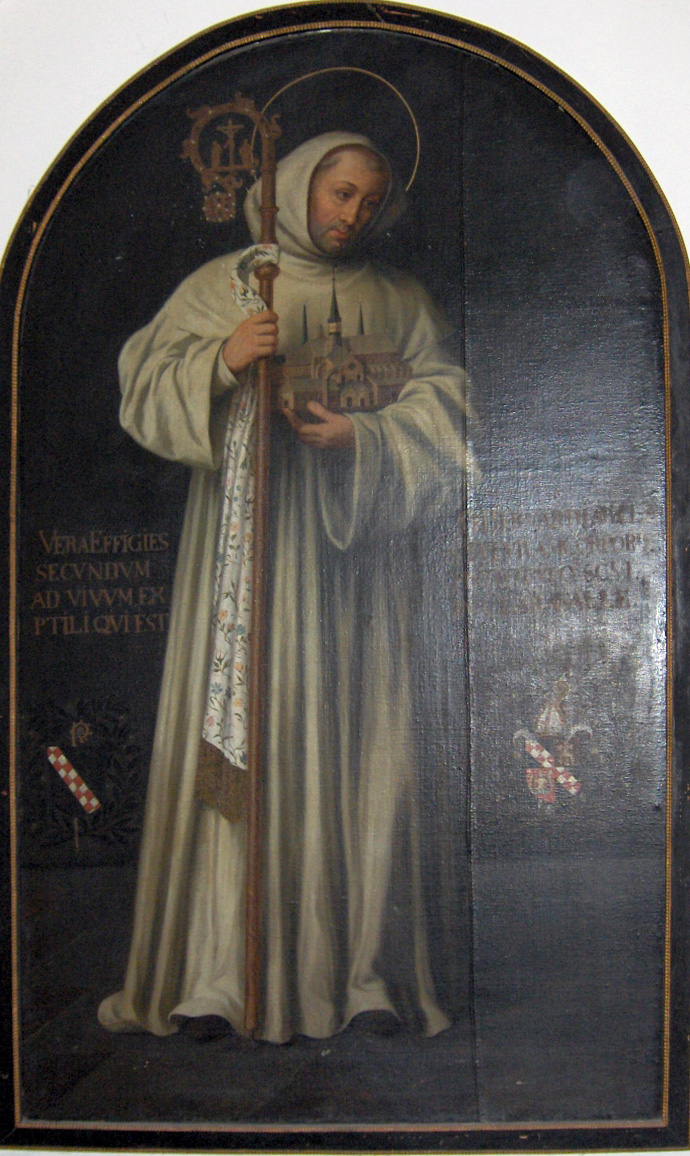
Бернард Клервоский — главный защитник дела Иннокентия II

Благодаря значительным богатствам своей семьи Анаклет II полностью контролировал Рим и Папскую область, но за их пределами Иннокентий II в короткое время был признан законным папой. Бежавший из Рима папа был восторженно принят в Пизе и Генуе, затем переехал во Францию. В Сен-Жилле его встречала депутация крупных французских монастырей, в том числе Клюни, Сито и Премонтре. Но главным сторонником Иннокентия II стал популярнейший проповедник Бернард Клервоский, взявший на себя миссию представлять интересы папы при европейских дворах.
В сентябре 1130 года по предложению Людовика VI Толстого вопрос о законном понтифике обсуждали в Этампе французские епископы. Речь Бернарда Клервоского была построена на противопоставлении невинного папы (игра слов: Иннокентий — невинный) льву рыкающему (фамилия Анаклета II — Пьерлеони): «Иннокентий бежал перед ним, ибо, когда лев рычит, кто не испугается? Он исполнил повеление Господа: Когда вас преследуют в одном городе, бегите в другой». Он бежал и своим побегом по примеру апостола доказал, что он сам апостол."
Отцы собора согласились с логикой Бернарда и признали законным папой Иннокентия II, после чего папу поддержал Людовик VI. Последующие соборы французских епископов в Ле-Пюи и Клермоне подтвердили решения собора в Этампе.
Английский король Генрих I был лично близко знаком с антипапой, и для его убеждения Бернард Клервоский лично встретился с монархом. В результате в январе 1131 года Генрих I лично принёс Иннокентию II клятву верности в Шартрском соборе.
Решающая заочная битва между двумя папами развернулась за влияние на германского короля Лотаря II. С одной стороны, Анаклет II в своих посланиях королю сообщил о своём единодушном избрании в Риме, готовности немедленно короновать монарха императорской короной и об отлучении от Церкви Конрада Гогенштауфена — главного противника Лотаря II. С другой стороны, 16 германских епископов, под влиянием папского легата и Норберта Ксантенского, на соборе в Вюрцбурге поддержали Иннокентия II, и Лотарь II был вынужден прислушаться к своим прелатам. В своём послании к королю Бернард Клервоский выдвинул убийственный довод против Анаклета II: «Если отпрыск еврея захватит престол святого Петра, это явится оскорблением Христа». 22 марта 1131 года на личной встрече в Льеже Лотарь II предпринял попытку продать свою лояльность папе в обмен на отмену Вормсского конкордата, но под давлением Бернарда Клервоского принёс безусловную клятву верности. 29 марта 1131 года Иннокентий II короновал Лотаря II и его жену Риченцу в Льеже как короля и королеву, при этом Лотарь II обещал в кратчайшие сроки изгнать антипапу, после чего становилась возможной императорская коронация в Риме.
После встречи в Льеже Иннокентий II вернулся во Францию, где после Пасхи 1131 года возглавил собор в Реймсе, на котором, помимо французских, участвовали епископы из Англии, Кастилии и Арагона. Здесь же Иннокентий II короновал наследника французского престола (будущего Людовика VII).
К лету 1131 года Иннокентий II был признан всеми европейскими монархами кроме Рожера II Сицилийского и герцога Гийома X Аквитанского. Последний перешёл на сторону Иннокентия II в 1134 году после личной встречи с Бернардом Клервоским. Рожер II, получивший от Анаклета II корону Сицилии, остался единственным королём, поддерживавшим антипапу.

## Итальянские походы Лотаря II

### Первый поход (1132—1133 годы)

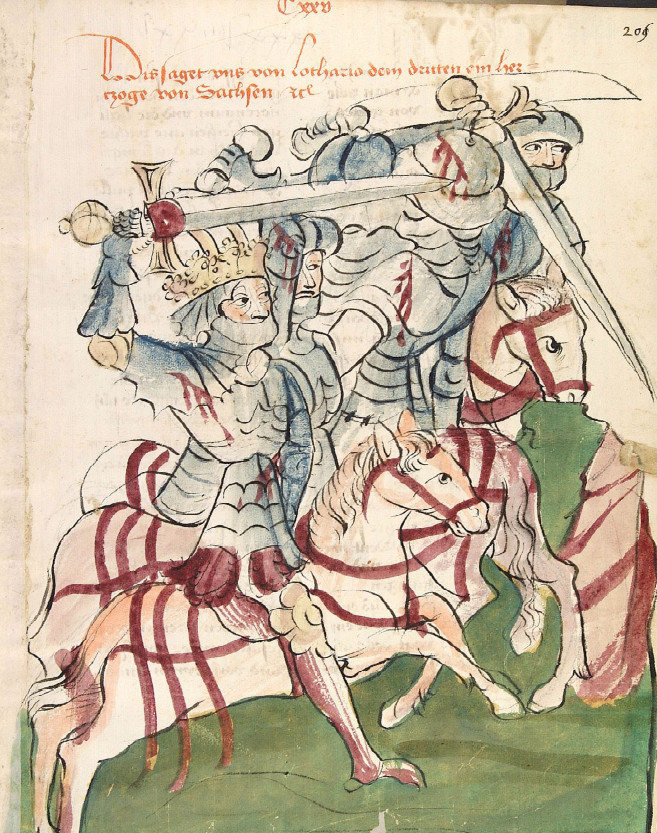
Император Лотарь II — союзник Иннокентия II

Исполняя льежские обещания, Лотарь II осенью 1132 года с незначительным войском перешёл Альпы. Зимой 1132—1133 король и Иннокентий II собирали армию, при посредничестве Бернарда Клервоского военную поддержку им оказали Пизанская и Генуэзская республики. При известии о походе Лотаря II в Кампании и Апулии вспыхнул баронский мятеж, что не позволило Рожеру II прийти на помощь Анаклету II.
30 апреля 1133 года Лотарь II и Иннокентий II, не встречая сопротивления, вступили в Рим, семейства Франджипани и Корси, в 1130 году бывшие инициаторами выборов Иннокентия II, а затем его бросившие под давлением большинства, вновь встали на сторону Иннокентия. Анаклет II удерживал правый берег Тибра с собором святого Петра и Замок Святого Ангела, Тибрский остров, мосты через реку, а также Театр Марцелла, превращённый в крепость и закрывающий подступы к мостам. Лотарь II предложил Анаклету II переговоры, антипапа согласился передать вопрос о законности выборов 1130 года на рассмотрение общего собора, но Иннокентий II и Бернард Клервоский отвергли саму идею переговоров. Лотарь II, не имевший сил штурмовать правый берег Тибра, был коронован Иннокентием II в Латеранском соборе, а не в соборе святого Петра, контролируемом Анаклетом II. Достигнув желаемого, император покинул Рим и поспешно вернулся в Германию, где начались очередные волнения сторонников Гогенштауфенов. Затем из Тибра ушёл и пизанско-генуэзский флот. Жители и знать Рима, за исключением Франджипани, вновь перешли на сторону Анаклета II, и в августе 1133 года Иннокентий II бежал из Рима в Пизу. Для Иннокентия II первый итальянский поход Лотаря II оказался безрезультатным: антипапа по-прежнему контролировал Рим.

### Второй поход (1136—1137)

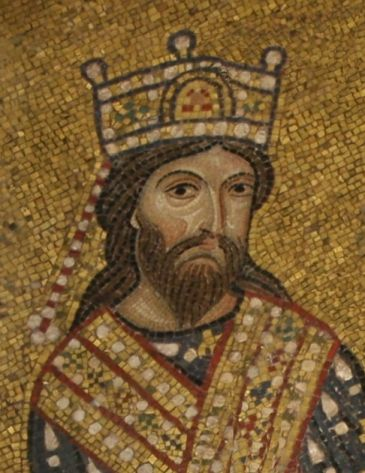
Рожер II — основной политический противник Иннокентия II (фрагмент мозаики в церкви Марторана (Палермо)

Только к августу 1136 года Лотарь II выступил во второй итальянский поход, имея в этот раз цель не только изгнание антипапы из Рима, но и разгром Рожера II, единственного сторонника Анаклета II. В феврале 1137 года Лотарь II достиг Болоньи и здесь разделил армию на две: одна, под командованием Генриха Гордого Вельфа, проследовала через Тоскану и Папскую область, другая, под командованием императора, шла вдоль адриатического побережья. Обе армии встретились на Троицу в Бари, подавив сопротивление в Кампании и Апулии. Вопреки требованиям Иннокентия II Лотарь не пошёл на Рим, где по-прежнему правил Анаклет II, а предполагал продолжать наступление на Калабрию и Сицилию. Более того, Генрих Гордый Вельф согласился оставить в Монтекассино прежних настоятеля и монахов, изначально поддерживавших антипапу и анафематствованных Иннокентием II, удовлетворившись всего лишь их формальным обещанием покориться законному папе.
Начавшаяся эпидемия вынудила Лотаря II в июле 1137 года начать отступление. Завоёванную у Рожера II Южную Италию папа и император решили передать главному врагу сицилийского короля Райнульфу Алифанскому, но между Лотарём и Иннокентием возник спор о сюзеренитете над создаваемым герцогством. Иннокентий II, ссылаясь на своих предшественников Николая II и Григория VII, даровавших Роберту Гвискару титул герцога Апулии, Калабрии и Сицилии, настаивал на своём сюзеренитете над Райнульфом. Лотарь II указывал, что изначально графство Апулия было даровано Дрого Отвилю императором Генрихом III, и поэтому Райнульф должен стать вассалом империи. В результате компромисса Райнульфу Алифанскому символическое копьё вручили и Иннокентий II, и Лотарь II: первый держал наконечник, второй — древко. За своё дипломатическое поражение Иннокентий II взял реванш, осудив и изгнав из Монтекассино прежних сторонников антипапы, ранее помилованных Генрихом Гордым Вельфом.
В августе 1137 года Иннокентий II и Лотарь II расстались в Фарфе, после чего германская армия медленно двинулась на север. В течение 1137—1138 годов Рожер II восстановил контроль над континентальной частью своего королевства, что свело результаты кампании Лотаря II к нулю.

## Конец схизмы
После окончания второго итальянского похода Лотаря II Иннокентий II вновь удалился в Пизу. По просьбе папы Бернард Клервоский дважды (в 1137 году) встречался с Рожером II, пытаясь убедить последнего отказаться от поддержки антипапы. Вторая встреча приняла формат публичного диспута, где трём кардиналам Иннокентия II (в том числе будущим Целестину II и Луцию II) противостояли три посланника Анаклета II. На этой конференции главным аргументом Бернарда было несоизмеримо малое количество приверженцев антипапы по сравнению со всем христианским миром, держащим сторону законного понтифика: «Может ли быть, что верующие всего мира погибнут, а амбиции Пьеролеони, чья жизнь проходит у нас на виду, принесут ему Царствие небесное?». Результаты обеих встреч были неутешительными для Иннокентия II, так как Рожер II не изменил своей позиции.
В это время сторонникам Иннокентия II постепенно удалось взять под контроль большую часть Рима, и с ноября 1137 года папа помечает свои послания словом «Рим». В руках антипапы осталась лишь правобережная часть города с собором святого Петра и замком Святого Ангела. После смерти Анаклета II (25 января 1138 года) его сторонники избрали нового антипапу Виктора IV, но через четыре месяца (29 мая 1138 года) тот сдался Иннокентию II. Продолжавшаяся восемь лет схизма завершилась.
В 1139 году Иннокентий созвал Второй Латеранский собор, на котором была осуждена схизма Анаклета II, все официальные акты и рукоположения последнего аннулированы. Собор анафематствовал Рожера II, удерживающего принадлежащие папе земли Южной Италии и получившего от антипапы королевский титул, а также сыновей короля. Собор осудил учение Арнольда Брешианского и его последователей, а также принял 30 канонов против беспорядков в церковной жизни.

## Война с Рожером II и мир в Миньяно
В течение 1138 года умерли оба естественных союзника папы в борьбе с Рожером II — Лотарь II и Райнульф Алифанский. В июне 1139 года Иннокентий II и последний из непокорившихся южноитальянских мятежников Роберт II Капуанский начали свою кампанию против Рожера II, но уже 22 июля 1139 года были застигнуты врасплох и разгромлены при Галлуччо. Роберту Капуанскому удалось бежать, а Иннокентий II и сопровождавшие его кардиналы попали в плен.
25 июля 1139 года в Миньяно Иннокентий II был вынужден согласиться со всеми мирными предложениями Рожера II. Анафема Второго Латеранского собора отменялась, Рожер II был признан королём Сицилийского королевства, а его сын и тёзка Рожер — герцогом Апулии, частью королевства признавались прежде независимые Капуя и Неаполь. За это Рожер II и его сын приносили клятву верности и обязались выплачивать необременительную ежегодную дань папе как своему сюзерену. Официально договор Миньяно был представлен как обновление и расширение инвеституры Рожера II, дарованной Гонорием II, но фактически Иннокентий II капитулировал по всем спорным вопросам. Рожер II, единственный и последовательный союзник антипапы Анаклета II, не только не был наказан, но сохранил за собой королевский титул и все свои владения при номинальном сюзеренитете Святого престола.
В последующие годы сыновья Рожера II Рожер Апулийский и Альфонсо Капуанский продолжали набеги на Абруцци и Марке, принадлежавшие папе, и расширяли границы Сицилийского королевства, невзирая на протесты Иннокентия II. Более того, спустя два десятилетия в 1156 году папа Адриан IV был вынужден признать и эти отторгнутые от Папской области территории частью королевства.

## Римская республика
За годы схизмы усилились республиканские настроения в самом Риме. Проводником этих настроений стал Арнольд Брешианский, выступавший за возврат церковной иерархии к апостольской бедности и восстановление древних городских свобод. Летом 1143 года римляне воссоздали на Капитолии сенат, избрали патриция (им стал брат Анаклета II, в миру Пьетро Пьерлеон Джордано Пьерлеони) и провозгласили республику. Светская власть папы в Риме была упразднена. Иннокентий II не смог оказать сопротивления республиканцам, к тому же, в то время он был уже тяжело болен.

## Окончание понтификата
24 сентября 1143 года папа скончался. Его похоронили в Латеранском соборе, в порфировом саркофаге, ранее принадлежавшим императору Адриану. Впоследствии останки Иннокентия II были перенесены в перестроенную папой базилику Санта-Мария-ин-Трастевере, где они и покоятся в левом нефе. Ещё при жизни Иннокентий II изобразил себя на мозаике в апсиде этой церкви: вместе со святыми Каллистом I и Лаврентием папа стоит по правую руку от Христа Вседержителя, предлагая ему модель украшенного им храма.